# Ibogo (Boudry)
Pour les articles homonymes, voir Ibogo.
Ibogo est une commune rurale située dans le département de Boudry de la province du Ganzourgou dans la région du Plateau-Central au Burkina Faso.

## Géographie
Ibogo se trouve au sud-ouest du département, sur les bords de la rivière Nakembé, à 40 km au sud-ouest du chef-lieu Boudry.

## Santé et éducation
Le centre de soins le plus proche d'Ibogo est le centre de santé et de promotion sociale (CSPS) de Mankarga-V6 tandis que le centre médical avec antenne chirurgicale (CMA) le plus proche se trouve à Zorgho.